# Industriarbetsgivarna
Industriarbetsgivarna är en arbetsgivarorganisation för stål-, metall-, gruv-, massa-, pappers-, sågverks-, byggnadsämnes- och buteljglasindustri samt svetsmekanisk industri. Industriarbetsgivarna företräder nära 1000 medlemsföretag med cirka 90 000 anställda. Svensk basindustri är en stark motor för svensk ekonomi och står för en nettoexport på 155 miljarder kronor och cirka 290 miljarder kronor i sammanlagt exportvärde.
Föreningen Industriarbetsgivarna är en renodlad arbetsgivarorganisation med medlemskap i Svenskt Näringsliv. De ingående förbunden, Skogsindustrierna Arbetsgivareförbundet, Stål och Metall Arbetsgivareförbundet, Gruvornas Arbetsgivareförbund, Byggnadsämnesförbundet och SVEMEK, är medlemmar i Industriarbetsgivarna för att styra in medlemsinflytandet från de olika ingående branscherna.